# Friedrich Adolf Riedesel

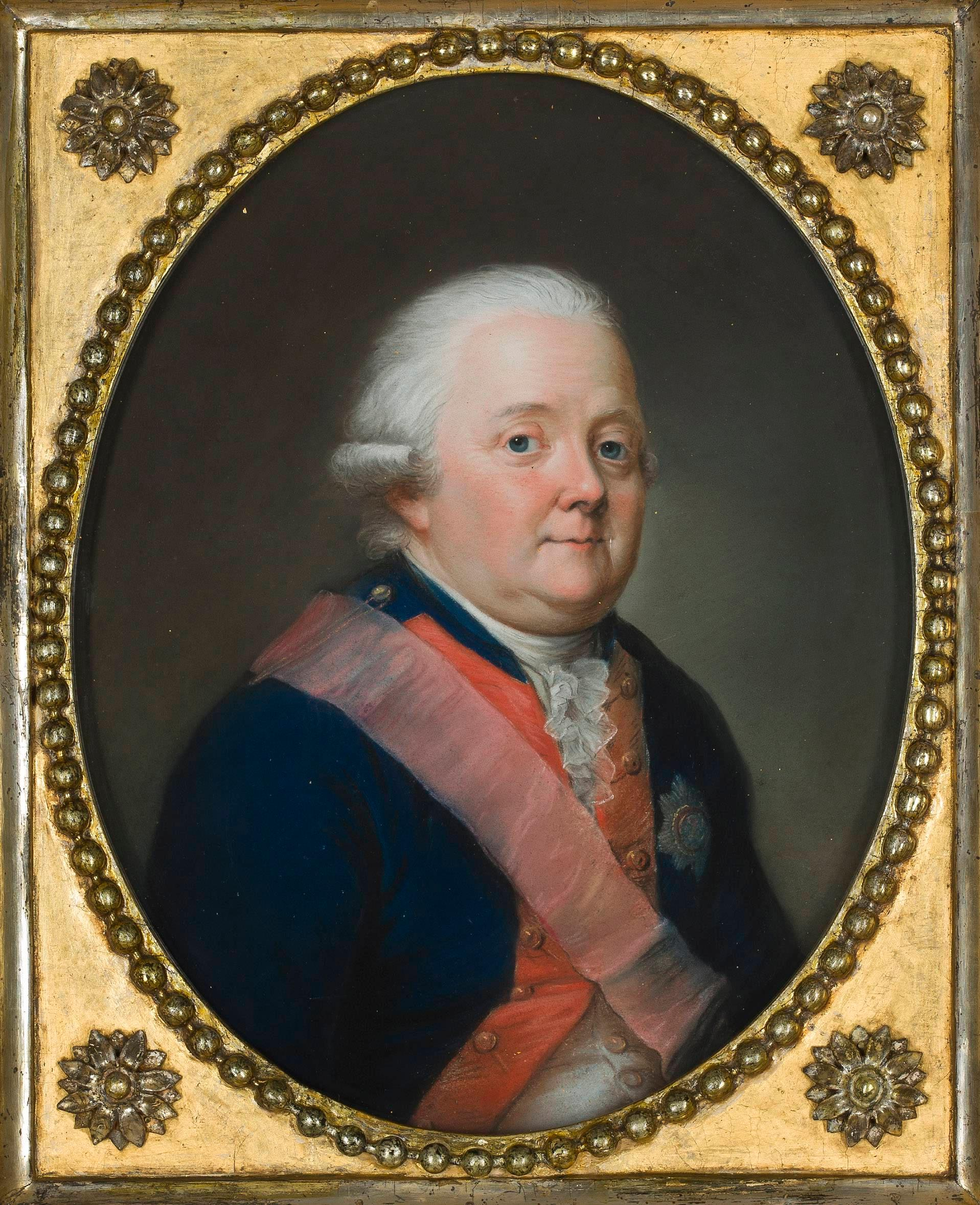
Friedrich Adolph Riedesel, 1795

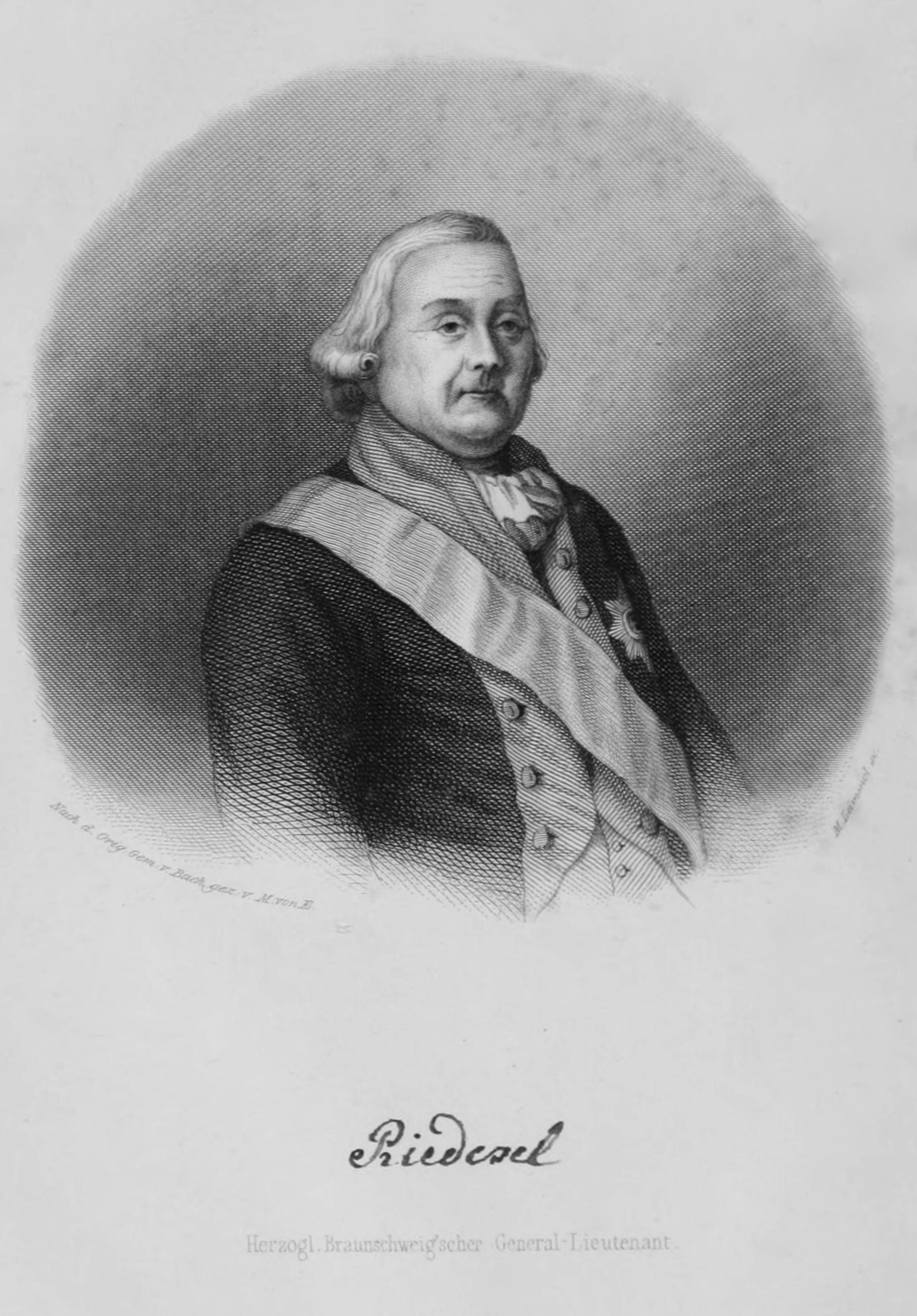
Friedrich Adolph Riedesel

Friedrich Adolf Riedesel zu Eisenbach, fälschlich auch „von“ Riedesel genannt (* 3. Juni 1738 in Lauterbach (Hessen); † 6. Januar 1800 in Braunschweig), war ein braunschweig-wolfenbüttelscher General, der die britischen Truppen während des Amerikanischen Unabhängigkeitskrieges unterstützte. Er, seine Frau und seine Töchter wurden gefangen genommen, als General John Burgoyne nach dem Saratoga-Feldzug 1777 kapitulierte.

## Leben
Riedesel wurde als zweiter Sohn des Reichskammergerichtsassessors Johann Wilhelm Riedesel zu Eisenbach (1705–1782) und Sophia geb. von Borcke (1705–1769) in die Familie Riedesel des evangelisch-lutherischen hessischen Uradels geboren, die seit 1432 den jeweiligen Erbmarschall von Hessen stellte und bis in die Gegenwart Mitglied der Althessischen Ritterschaft ist. Er hatte vier Brüder: Wilhelm Hermann (1735–1764), Ludwig Volprecht (1740–1758), Johann Conrad (1742–1812), der 25. Erbmarschall, und Carl Georg (1746–1819), der 26. Erbmarschall.
Sein Geburtshaus und die Stätte seiner ersten Ausbildung war die Burg in Lauterbach (Hessen). Seine Eltern waren über seine Ausbildung uneinig. Seine Mutter wünschte sich für ihn eine religiöse Karriere, während sein Vater eine Rechtsausbildung und eine Diplomatenkarriere favorisierte. Beides waren angemessene Lebenswege für einen jüngeren Sohn.
Sich den Wünschen seines Vaters beugend, ging er mit 15 Jahren an die Universität in Marburg. Riedesel war ein mittelmäßiger Student, verbrachte aber viel Zeit damit, dem Truppendrill des Landgrafen Wilhelm VIII. von Hessen-Kassel zuzusehen. Ein Offizier, der sein Interesse bemerkt hatte, freundete sich mit ihm an und brachte ihn dazu, sich beim Militär zu melden.
Sein erster Einsatz in London war nur von kurzer Dauer, und sein Regiment kehrte 1759 mit Beginn des Siebenjährigen Krieges nach Deutschland zurück. Er kämpfte ehrenhaft und gewann die Aufmerksamkeit des Herzogs Ferdinand von Braunschweig-Wolfenbüttel und des Königs Friedrich II. von Preußen. 1761 kommandierte er die neu aufgestellten braunschweig-wolfenbüttelschen Husaren.
Im August 1762 wurde er in einer Schlacht gegen die Franzosen verwundet und zurück nach Minden gesandt, um sich zu erholen. Dort wurde er von der Familie von Massow versorgt und von deren Tochter Charlotte gepflegt. Im Dezember 1762 heiratete Friedrich Adolf Riedesel während des Feldzuges in Paderborn Friederike Charlotte Luise von Massow und siedelte nach Wolfenbüttel um, wo die beiden mehrere Jahre in Frieden lebten. Während dieser Jahre pendelte Riedesel nach Braunschweig, wo er als Adjutant des Herzogs diente. Das Paar hatte mehrere Kinder, darunter:
- Auguste (* 9. August 1771 in Wolfenbüttel; † 21. November 1805 in Berlin) ⚭ 12. Mai 1792 mit Heinrich XLIV. Prinz Reuß jüngere Linie, Preußischer Kammerherr (* 20. April 1753; † 3. Juli 1832)
- Friederike  (1774–1854) ⚭ Friedrich Wilhelm von Reden (1752–1815)
- Caroline (1776–1861)
- Amerika (* 7. März 1780; † 17. Mai 1856) ⚭ Graf Ernst von Bernstorff auf Gartow (* 12. Juli 1768; † 2. Mai 1840),[1] Mutter von Bechtold von Bernstorff und Arthur von Bernstorff
- Georg Karl Ferdinand Friedrich Johann (* 26. April 1785; † 4. August 1854), Landmarschall ⚭ Caroline Friederike Louisa Riedesel (1784–1857), Tochter des Schriftstellers Johann Hermann Riedesel zu Eisenbach (1740–1784)
- Charlotte Hedwig (* 4. Oktober 1788; † 24. Februar 1848)[2] ⚭ Helmuth von Schöning (* 1785; † 24. Oktober 1864), auf Schönrade[3] Sohn des Generalmajors Christoph Friedrich von Schöning

In Braunschweig wurde er im Jahr 1763 in die Freimaurerloge Jonathan aufgenommen; 1788 wurde er Mitglied der Loge La Constance in Maastricht.

### Amerikanischer Unabhängigkeitskrieg
1776 begannen die Briten, hessische und andere deutsche Subsidientruppen für den Amerikanischen Unabhängigkeitskrieg anzuwerben. Der Herzog von Braunschweig stellte 3964 Infanteristen, darunter eine Jägerkompanie (Braunschweiger Jäger) und 336 Kavalleristen des Dragonerregiments. Letztere sollten indes ihre Pferde erst in Kanada erhalten, da man annahm, dass Reittiere dort in Massen vorhanden wären. Da dies sich als Irrtum erwies, mussten letztlich die Dragoner den Krieg ebenfalls zu Fuß bestreiten. Am 18. März segelten sie unter dem Kommando des neuernannten Generalmajors Riedesel von Stade aus ab. Nach einem Aufenthalt in England trafen sie am 1. Juni in Québec ein. Sie unterstützten die endgültige Vertreibung der amerikanischen Streitkräfte nach deren Invasion von Kanada. Dann wurden sie für den Winter auf verschiedene Posten in Kanada verteilt.
Dazu gibt es die Geschichte, dass der erste Weihnachtsbaum auf dem amerikanischen Kontinent Weihnachten 1781 auf Initiative von Riedesels Ehefrau Friederike in ihrem Wohnhaus in Sorel aufgestellt worden sein soll. Vor dem ehemaligen Hauptquartier der Braunschweiger Truppen erinnert noch heute eine Tannenbaumsilhouette daran.

### Saratoga-Feldzug
Siehe Hauptartikel: Saratoga-Feldzug